# Alepocephalus rostratus
El talismán (Alepocephalus rostratus) es una especie de pez marino de la familia de los alepocefálidos. Sin interés pesquero.

## Morfología
Con la morfología típica de las especies de la familia, alcanza un tamaño considerable, con una longitud máxima descrita de 50 cm, y una edad máxima de 23 años. En la aleta dorsal tiene de 16 a 20 espinas y en la aleta anal de 17 a 20.

## Distribución y hábitat
Es un pez marino batipelágico de conducta demersal, que habita las aguas profundas en un rango entre los 300 y 2.250 metros. Se distribuye por la costa noreste del océano Atlántico y por el oeste del mar Mediterráneo, así como por toda la costa atlántica africana desde Marruecos a Camerún y entre Angola a Namibia, entre los 64° de latitud norte y 17° sur, y entre los 22° de longitud oeste y 22° este.
Habita los fondos marinos blandos, donde se alimenta de crustáceos pelágicos fundamentalmente.